# Arkansas
Arkansas (IPA: [ˈɑːrkənsɔː], kb. /arkönszó/) az Amerikai Egyesült Államok 25. tagállama. Az USA déli államainak egyike. Fővárosa és egyben legnagyobb városa Little Rock.

## Neve
Az állam neve, az Arkansas a „folyó alsó folyásánál élő emberek földje” jelentésű indián szó franciás ejtése. Az „arkönszó” ( hallgat) kiejtést 1881-ben törvénnyel tették hivatalossá.

## Földrajz

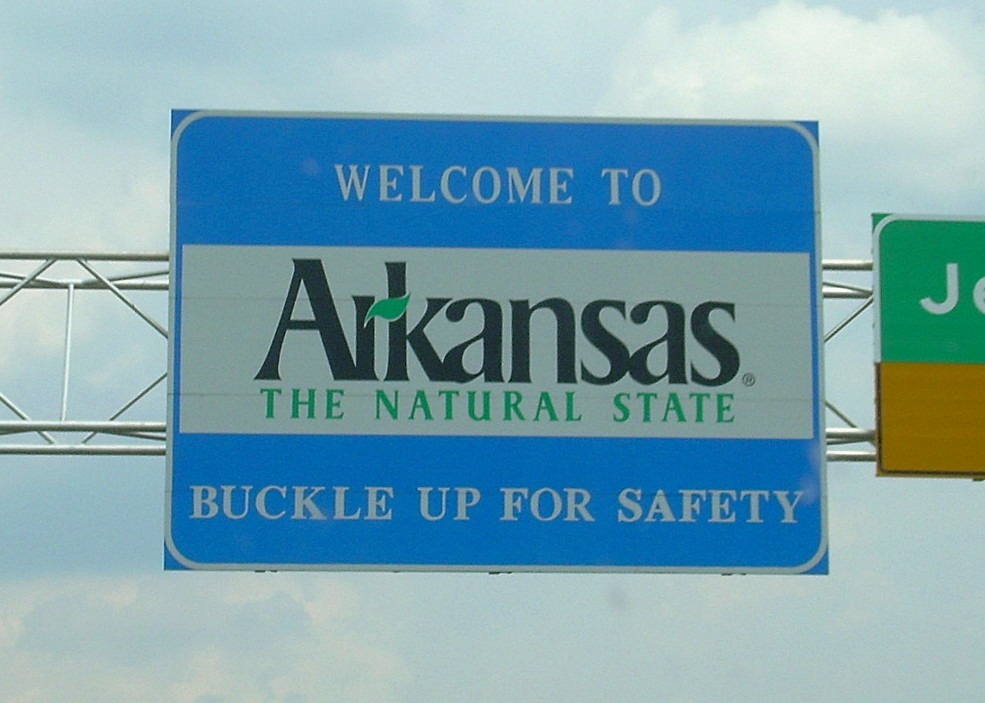
Arkansas határa

Arkansas hat másik állammal határos: északon Missourival, keleten Tennessee-vel és Mississippivel, délen Louisianával, nyugaton Texasszal és Oklahomával. Keleti határát nagyban meghatározza a Mississippi folyása.
Földrajzilag sokszínű állam, hegyvidékek éppúgy megtalálhatóak itt, mint a Mississippi folyó síksága. Északnyugati részén az Ozark-hegység húzódik. Az Ozark-hegységet az állam közép-nyugati részén az Arkansas folyó választja el a Ouachita-hegységtől. A déli része erdővel borított dimbes-dombos táj, keleten a Mississippi völgye síkság.
A Mississippi folyó az állam keleti határán folyik. Az Arkansas és Mississippi deltája gazdag termőföldet biztosít a rizs, a gyapot, a szójabab és a búza számára.
Ozark természetes szépsége évente sok turistát vonz. A Hot Spring Nemzeti Park termálforrását sok gyógyulni vágyó látogatja. Az Euréka forrásnak 63 kútja van. A Hot Springs Mountain (Ouachitas) 47 forró gyógyvizű forrása van.
Arkansas tavainak együttes területe 2 428,11 km², folyóinak hossza 15 610,6 km és 9 712,46 km² erdőség.

### Tavak

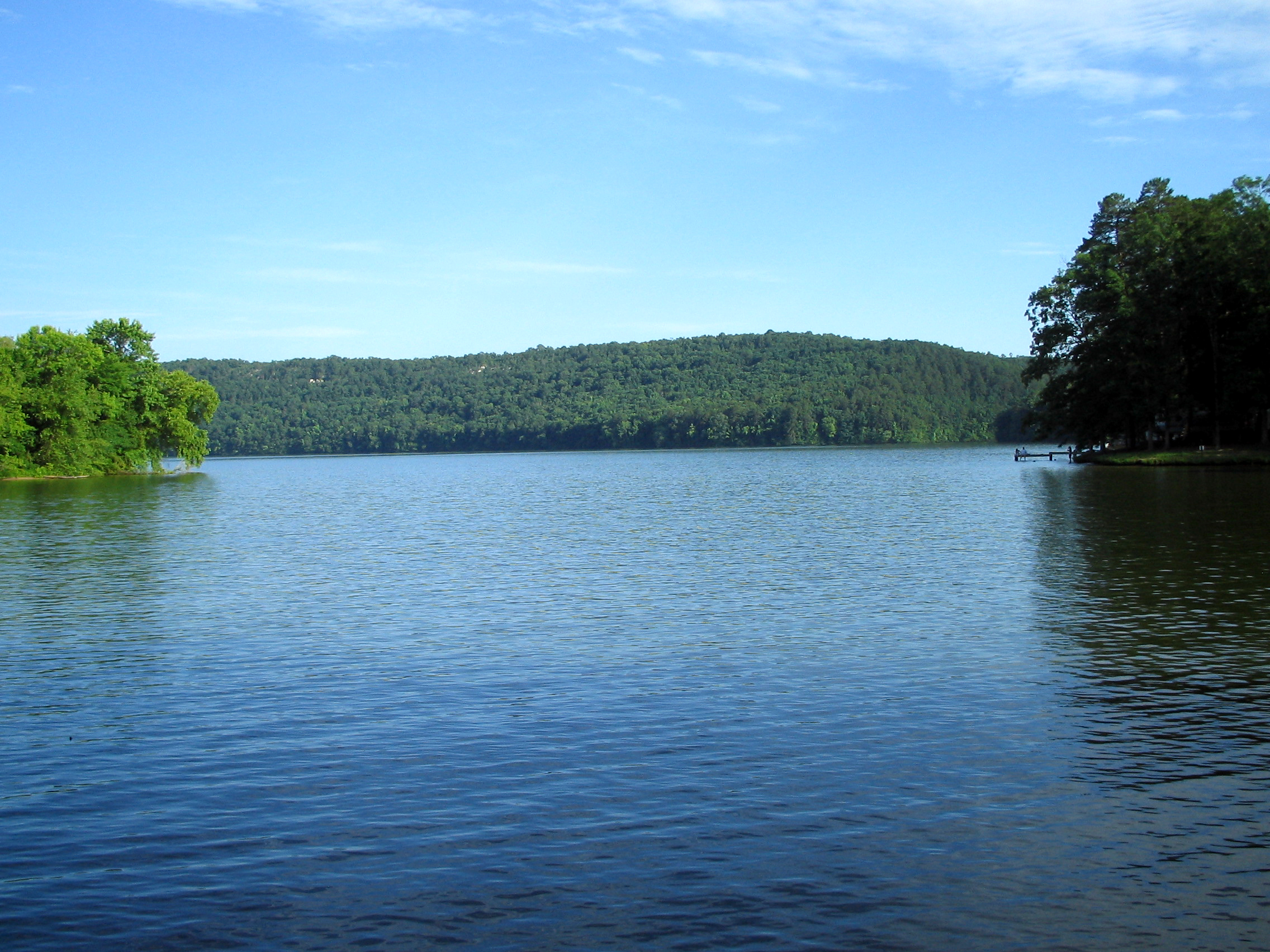
Ctherine tó
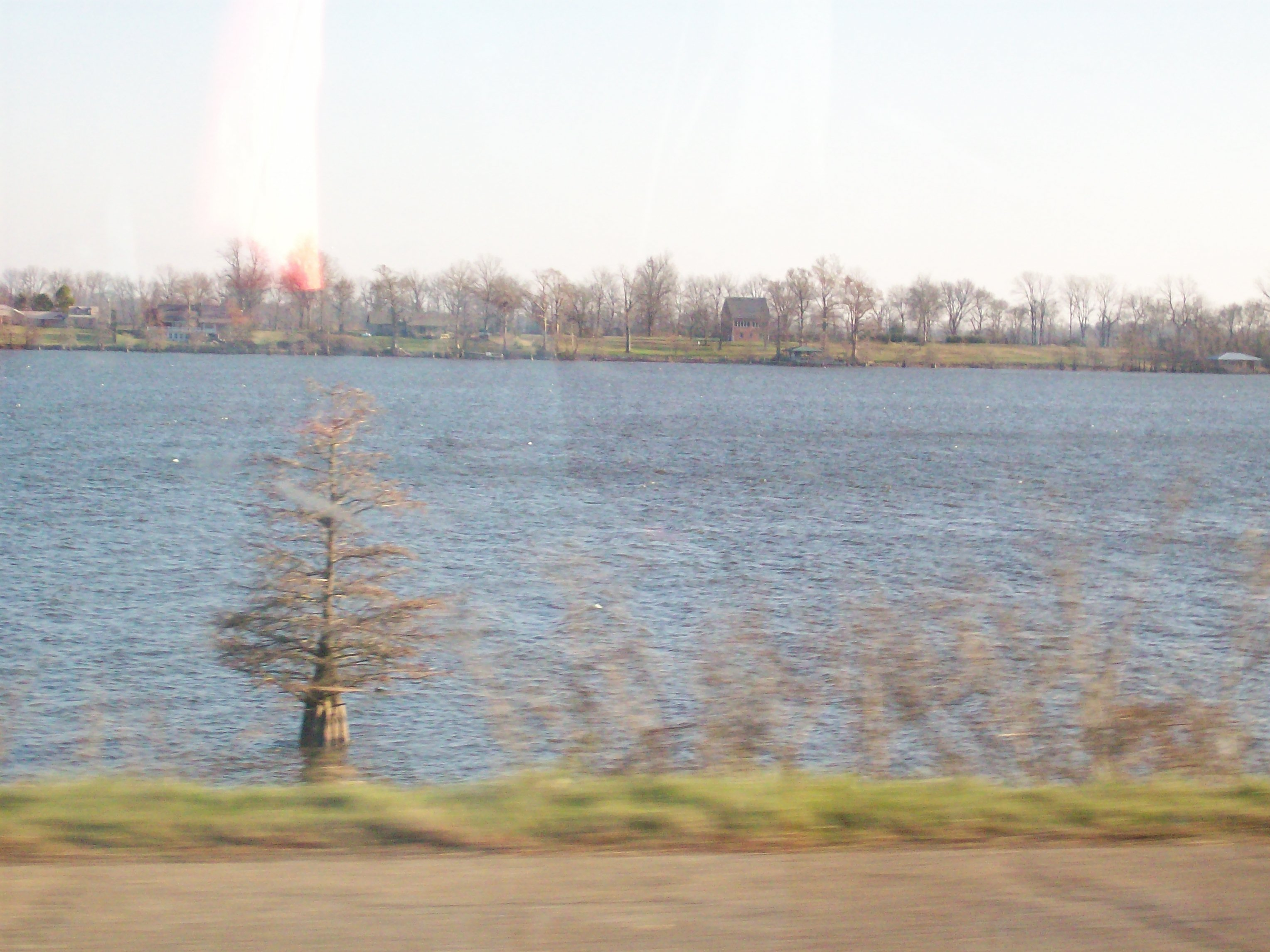
Chicot tó
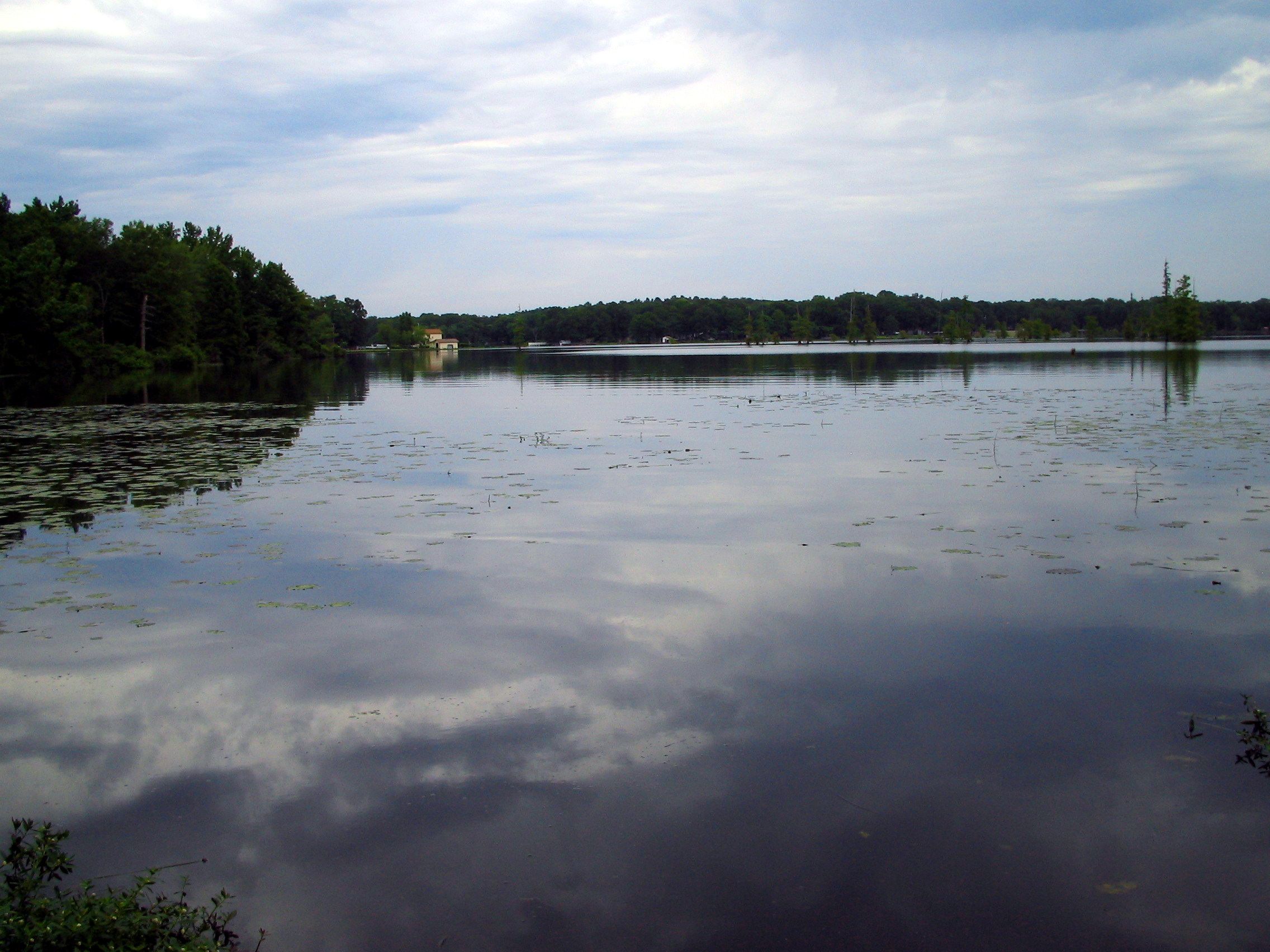
Conway tó
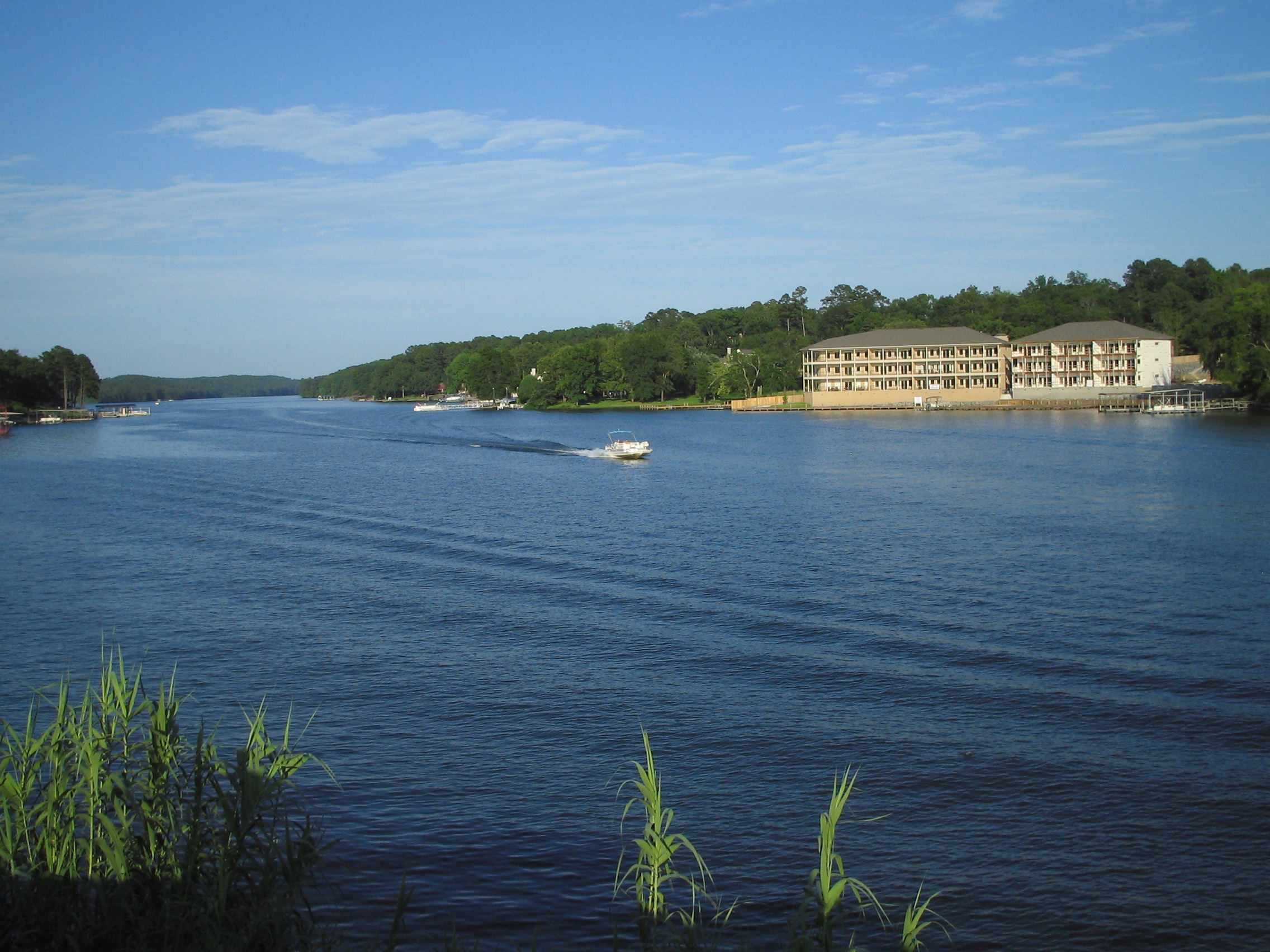
Hamilton tó

### Folyók

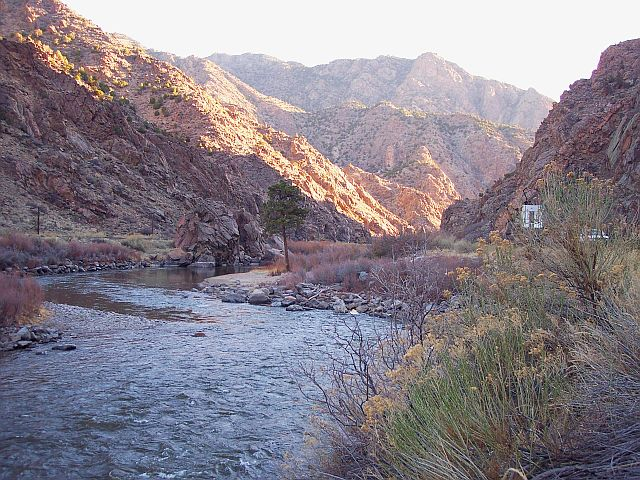
Arkansas folyó
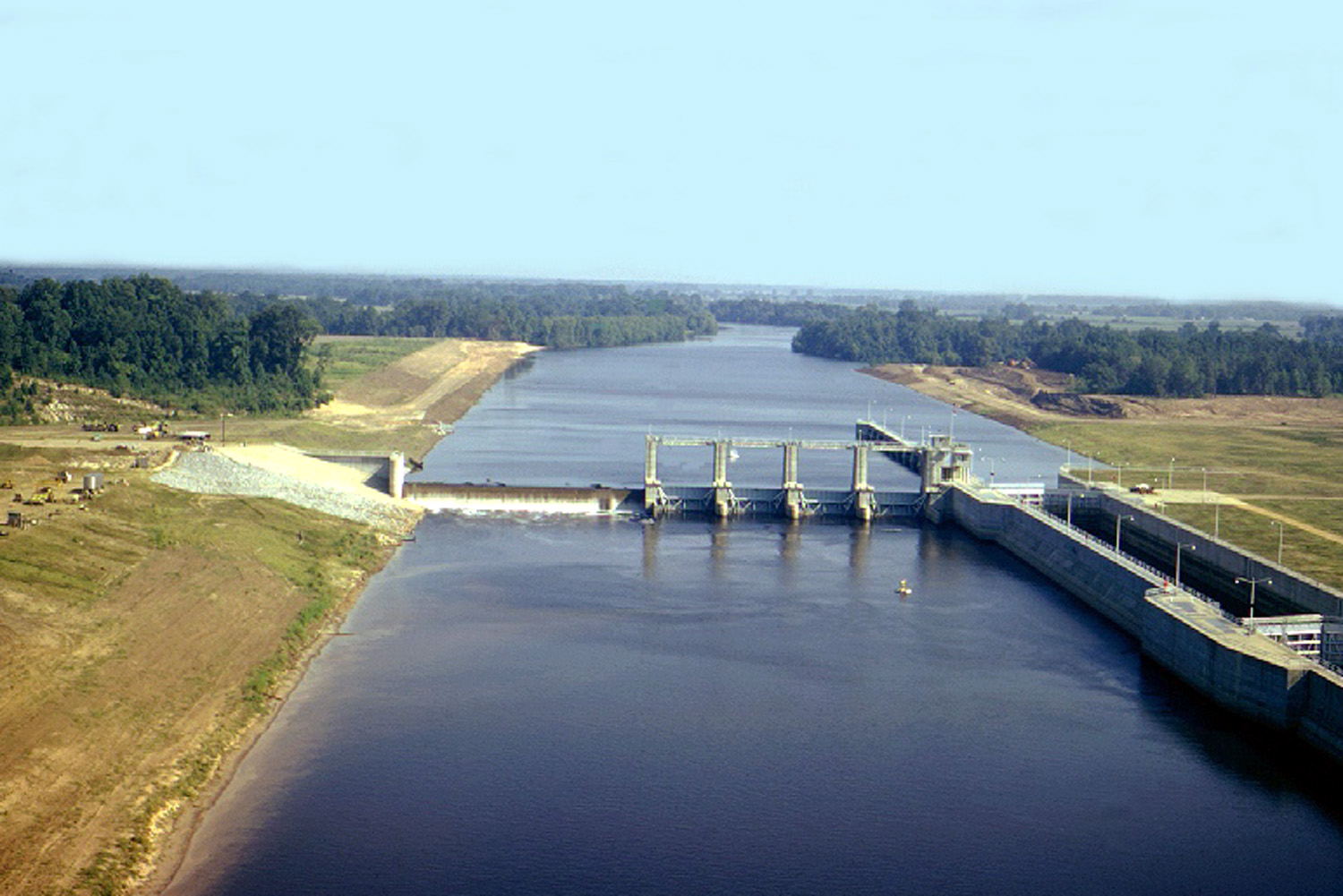
Columbia gát a Ouachita folyón
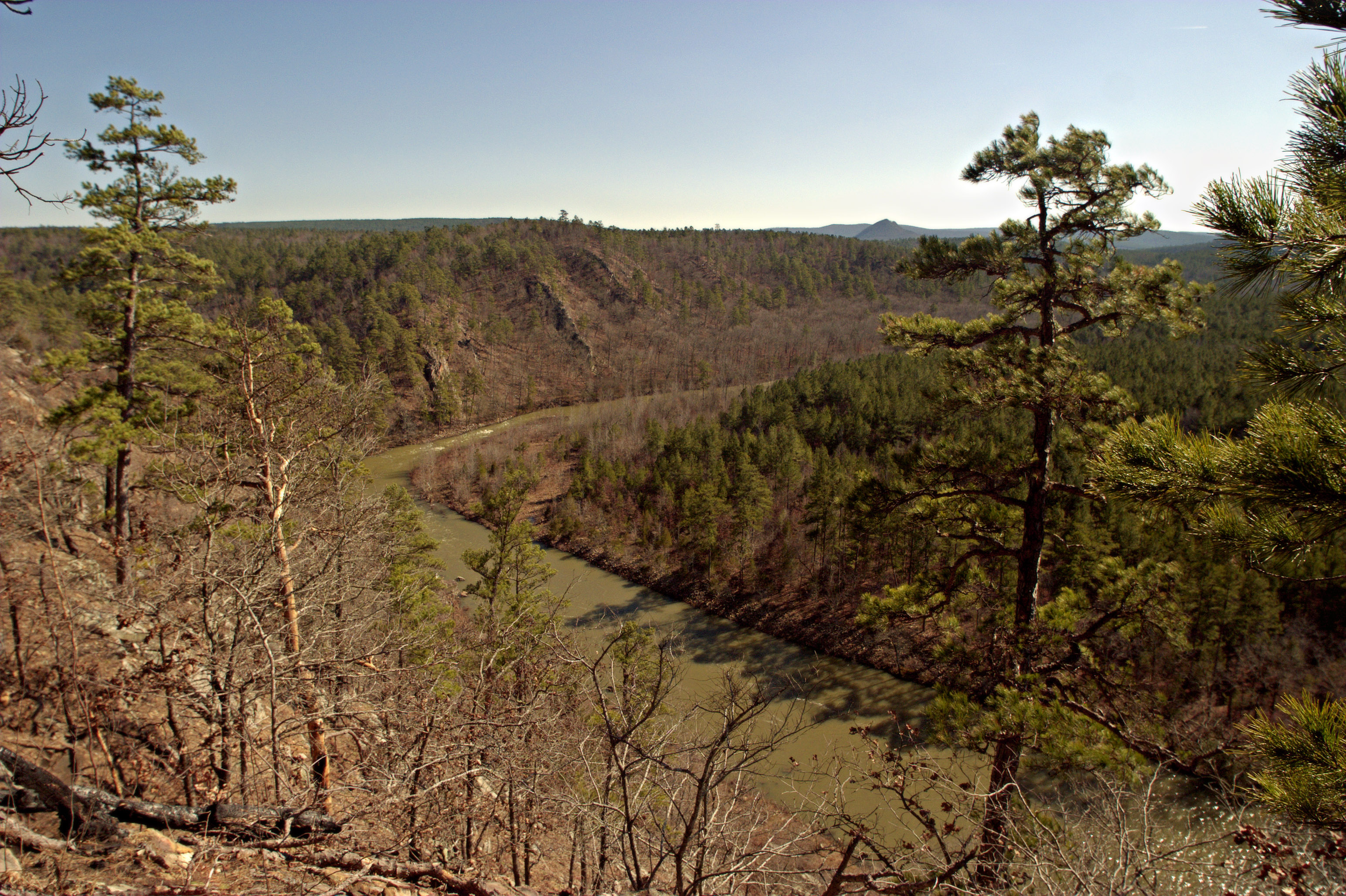
South-Fourchelafave folyó
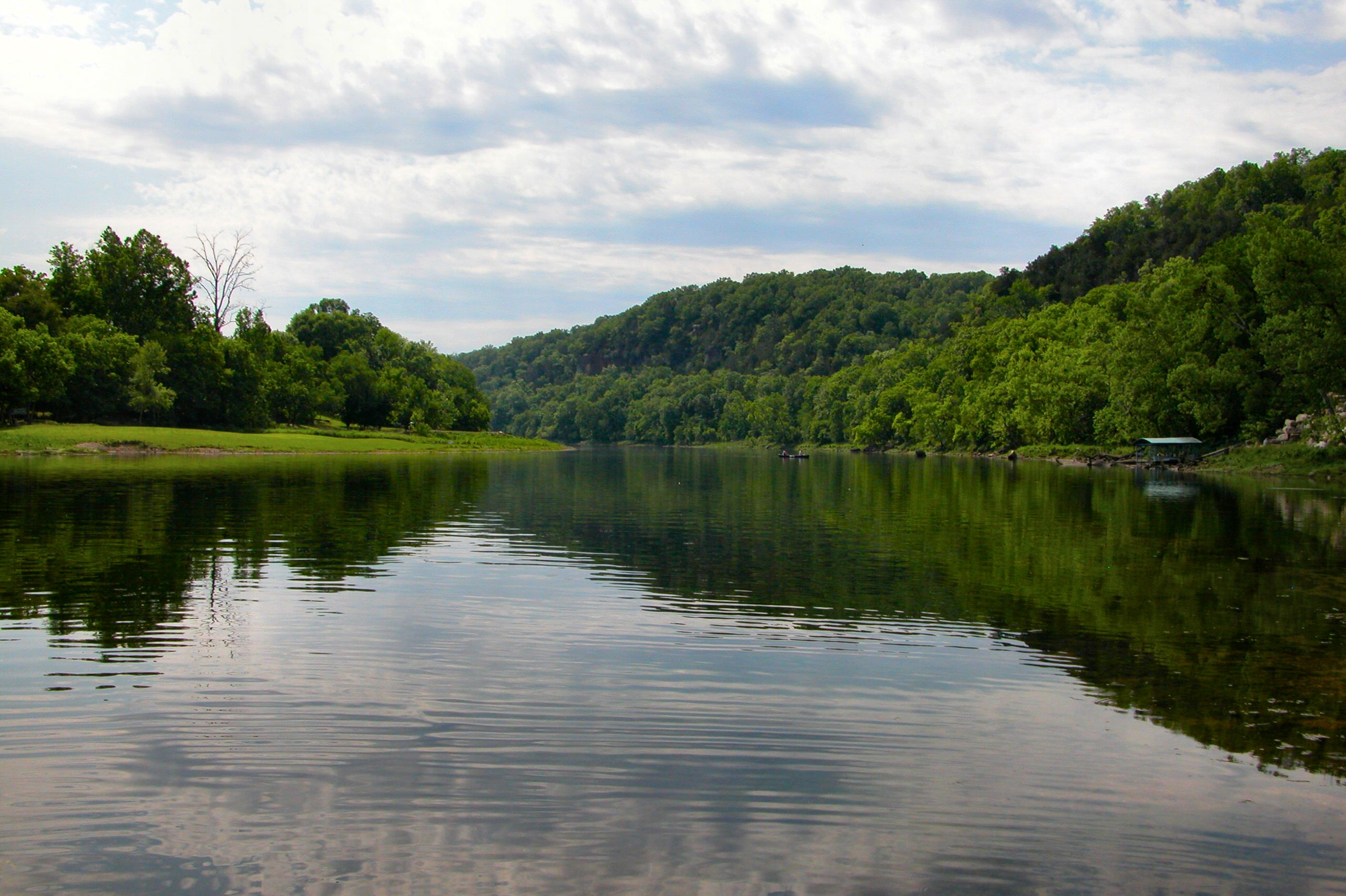
White folyó

### Nemzeti parkok, természetvédelmi területek
- Arkansas Post National Memorial at Gillett
- Buffalo National River
- Fort Smith National Historic Site
- Hot Springs Nemzeti Park
- Little Rock Central High School National Historic Site
- Pea Ridge Nemzeti Katonai Park
- Magazine-hegy Állami Természetvédelmi Terület

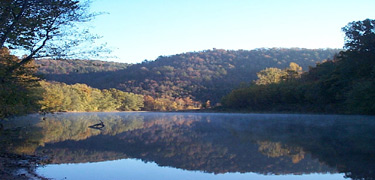
Buffalo National River
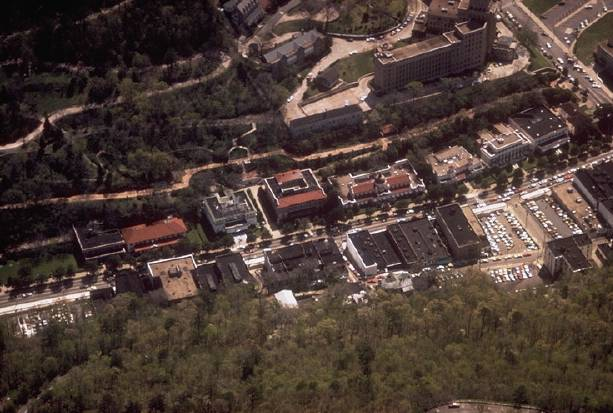
A Hot Spring Nemzeti Park légi felvétele
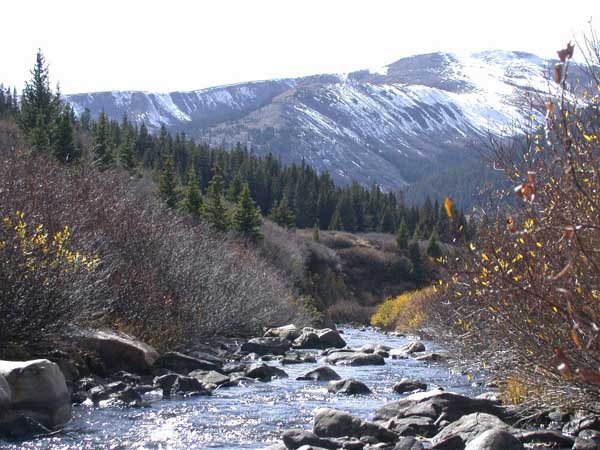
Arkansas folyó
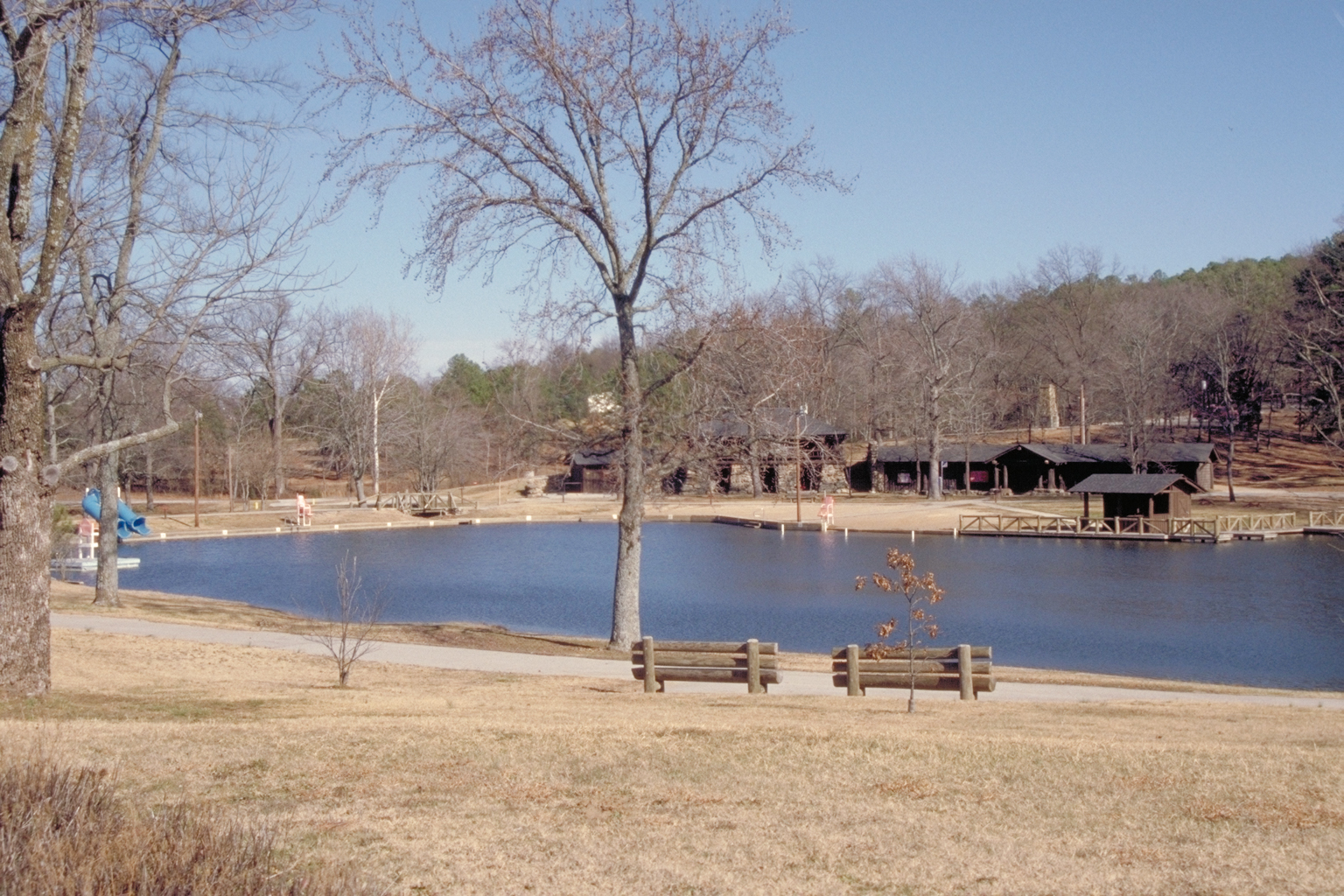
Crowleys State Park

### Éghajlat
Arkansas-nak párás szubtrópusi éghajlata van, kivéve az északi felföldeken, ahol nedves szárazföldi éghajlat uralkodik. Arkansas közvetlenül nem határos a Mexikói-öböllel, mégis nagy mennyiségű forró, párás légtömegek jutnak el idáig. A nyár párás és forró és mérsékelt kevésbé párás a tél. A nappali hőmérséklet Little Rock környékén 32 °C nyáron, és 10 °C télen. Az évi átlagos csapadék mennyisége 1 000 és 1 500 mm között mozog. A levegő páratartalma északon valamivel alacsonyabb mint délen. A hóesés nem jellemző, de előfordulhat. Mennyisége nem haladja meg az átlagos évi 13 cm-t.

## Történet

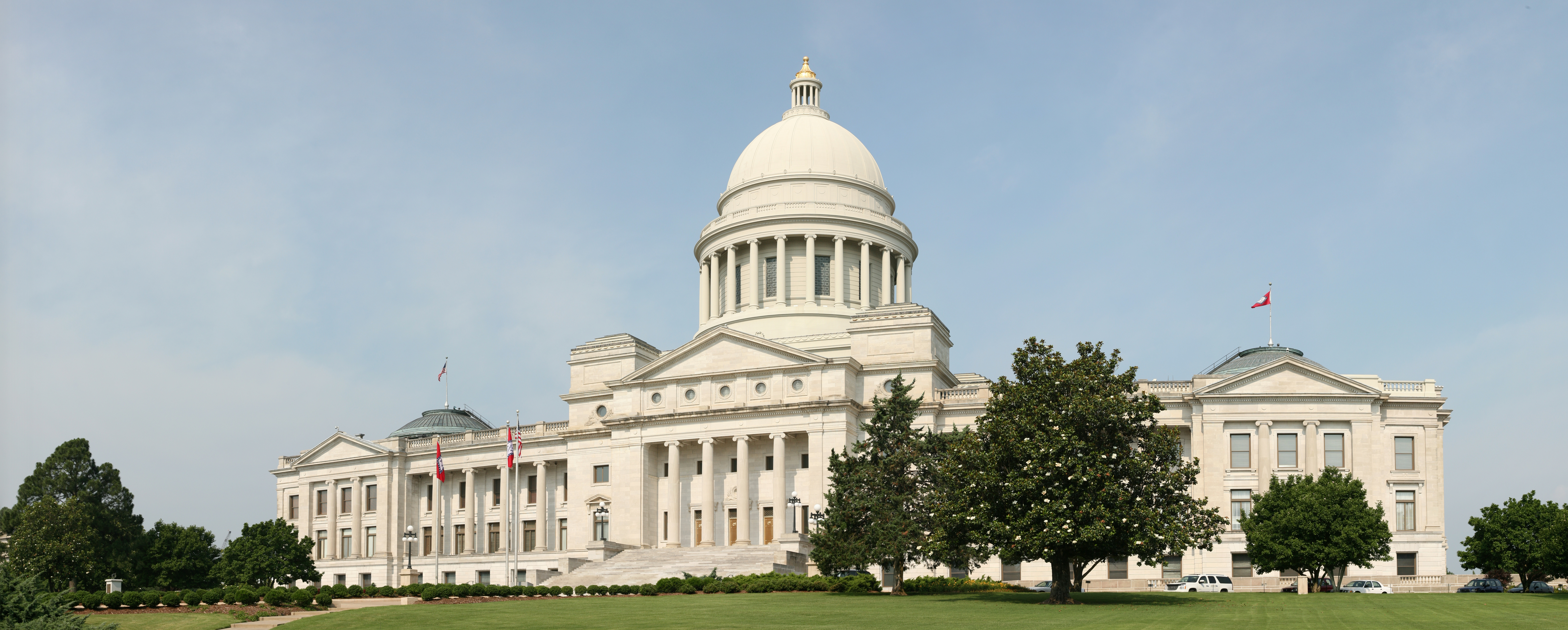
Arkansas állam Capitoliuma Little Rockban

Mielőtt a megkezdődött a fehérek nyugati irányú terjeszkedése, ezen a területen a kvapa, a kadó és az oszidzs törzsek éltek.
Az első európaiak a spanyol felfedező, Hernando de Soto expedíciójával érkeztek. A 16. század végén érték el ezt a területet, s itt töltöttek egy telet. A francia felfedezők, Marquette és Joliot több mint egy évszázaddal később érkeztek ide. Az első francia települést 1686-ban alapították a Mississippi és az Arkansas folyók egybeömlésénél. Arkansas a Louisiana Purchase szerződés keretén belül került az Egyesült Államok tulajdonába. Nevét – amely valószínűleg az illinois indián nyelvből ered, s jelentése az emberek, akik a folyó mentén éltek – a spanyol, vagy francia felfedezők adták.
1819. július 4-én alapították az Arkansas Territóriumot (Territory of Arkansaw), és 1836. június 15-én az Egyesült Államok 25. tagállama lett.
A gyapotültetvények – amelyeket fekete rabszolgákkal műveltettek – a delta vidékén alakultak ki, más területeken pedig kisebb farmok voltak jellemzőek.
Arkansas aktív szerepet játszott Texasnak a Mexikótól való elszakadási harcában. A texasi forradalom (1835–1836) kirobbantásában valószínű, hogy Sam Houston és patriótái tervezték a felkelést 1834-ben Washington (Arkansas) pincéiben. Amikor a harcok megkezdődtek, Arkansas-ból önkéntesek mentek a texasi csatamezőkre.
1846-ban, amikor a mexikói–amerikai háború megkezdődött, Thomas S. Drew arkansas-i kormányzó önkéntes csapatokat küldött az Egyesült Államok hadseregébe.
A polgárháború előtt az állam teljes lakosságának 25%-a, vagyis 111 115 ember fekete rabszolga volt. Arkansas nem akart belépni a Konföderációba egészen addig, amíg az Egyesült Államok elnöke, Abraham Lincoln nem küldött csapatokat Dél-Karolinába válaszul a Konföderációs erők támadására Fort Sumternél. 1861. május 6-án Arkansas kivált az Unióból. Az állam a polgárháború során – melyben olyan kiváló emberek harcoltak a Konföderáció oldalán, mint Patrick R. Cleburne generális és Thomas C. Hindman tábornok – kisebb csaták színhelye volt.
A rekonstrukciós években a kongresszus 1868 júniusában Arkansas-t ismét felvette az Egyesült Államok államai közé. Később a konzervatív demokrata erők visszanyerték hatalmukat, s 1874-ben új alkotmányt hoztak létre.
Az 1874-es év a kormányzóságért küzdő felek közötti frakciós harcok ideje volt. A kedélyek addig nem csitultak, amíg Ulysses S. Grant, az Egyesült Államok elnöke nem utasította Joseph Brooksot katonai támogatóinak feloszlatására.
1881-ben törvénybe foglalták az állam hivatalos nevének helyesírását és kiejtését.
A rekonstrukciós idők után egyre több emigráns kezdett szivárogni az állam területére, köztük kínai, olasz és szíriai munkások. Ugyanebben az időben feketék is a delta vidékére költöztek, mivel lehetőségük nyílt saját föld tulajdonjogának megszerzésére. A kínai és az olasz munkások hamarosan feladták a földművelést, a kereskedelem területén találtak megélhetést, s gyermekeiket taníttatták.
A vasútvonalak építése egyre több embernek adott munkát. A vasutak hozzásegítettek a fejlődéshez olyan területeken is mint Ozark, ahol a kisgazdák nagy erőfeszítéssel tudták csak megművelni földjeiket.
Az 1880-as években a mezőgazdaság súlyos válságba került, ami kiélezte a politikai küzdelmeket, melyek végül egyfajta koalíciós megoldáshoz vezettek. Az 1890-es években Arkansas követte a többi déli államot, amelyek alkotmányilag megfosztották a feketéket és a szegény fehéreket jogaiktól. Ebben az időben a feketék száma a teljes lakosságnak 25%-át tette ki. Az 1900-as évek elején a demokrata párt kiterjesztette a jogokat minden fehérre, s az állam évtizedekre egypárt-rendszerűvé vált.
A 20. század elején a kőolajlelőhelyek felfedezése és a bauxitbányák feltárása lendületet adott a gazdaságnak, de nem tudtak mindenben lépést tartani.
1905 és 1911 között több német, szlovák és ír emigráns érkezett az államba. A németek és a szlovákok az állam keleti részén, a Prairie néven ismert területen telepedtek le, míg az írek délkeleten alkottak közösségeket. A németek katolikusok, a szlovákok evangélikusok voltak, az írek pedig többnyire protestánsok az észak-írországi Ulster környékéről.

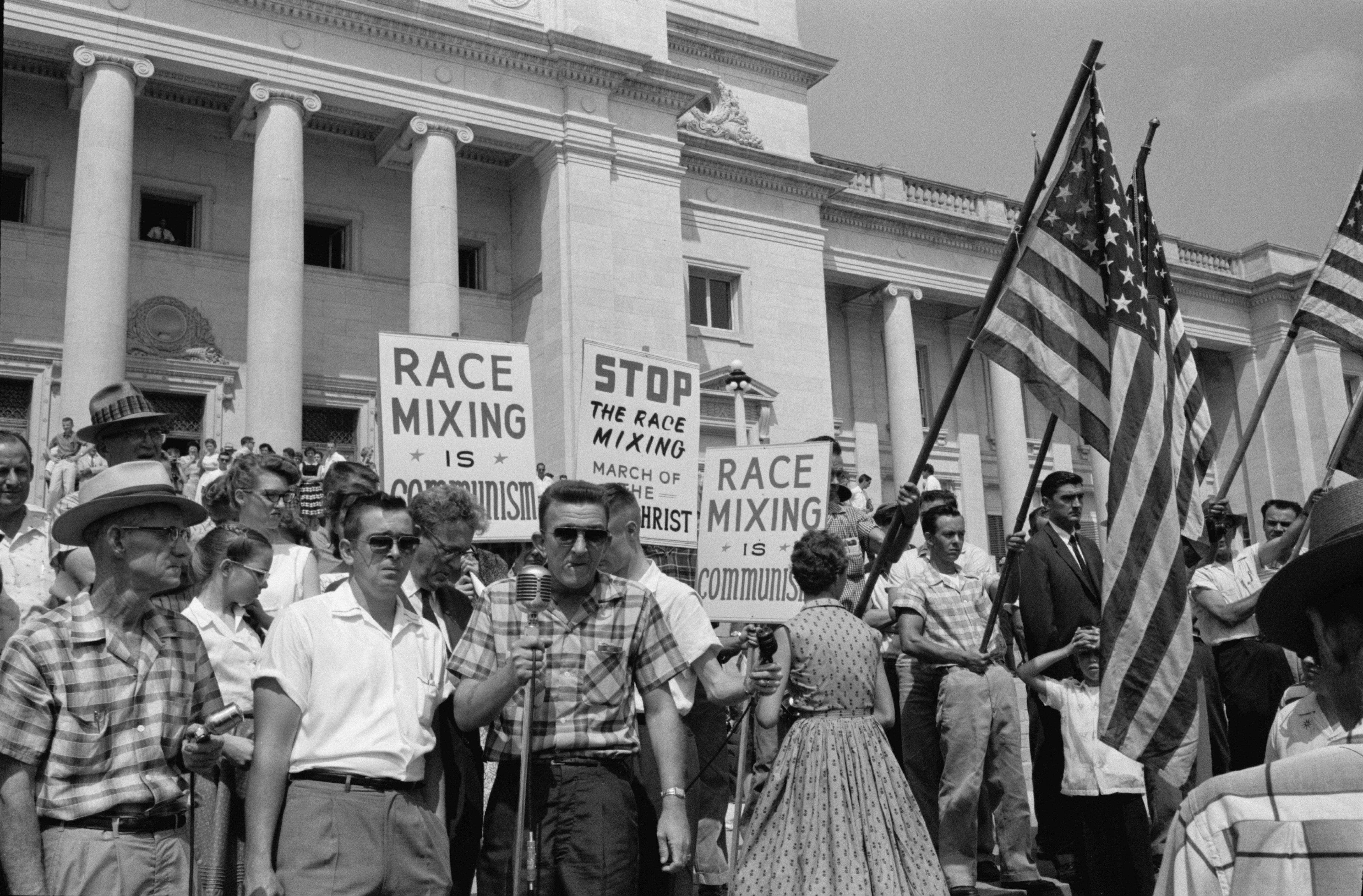
Tüntetések Little Rock városában

1954-ben Little Rock magára vonta az egész nemzet figyelmét. A központi kormánynak kellett védelmet nyújtania a középiskolába járó afroamerikai diákok számára, hogy megmentsék őket a lincseléstől. Orval Faubus kormányzó az arkansas-i Nemzeti Gárdát vezényelte ki a fekete diákok védelmére. Miután háromszor is próbált kapcsolatot teremteni Dwight D. Eisenhower elnökkel, 1957. szeptember 25-én 1000 ejtőernyőst küldött az iskola bejáratához, hogy védelmezzék azt.
A központi bíróság elrendelte a középiskola bezárását, amíg az integráció megoldatlan marad. 1959-ben a Little Rock integrált középiskola ismét megnyílt.
Bill Clinton, az Egyesült Államok 42. elnöke az arkansas-i Hope városában született. Elnöksége előtt Arkansas kormányzójaként szolgált.

## Népesség

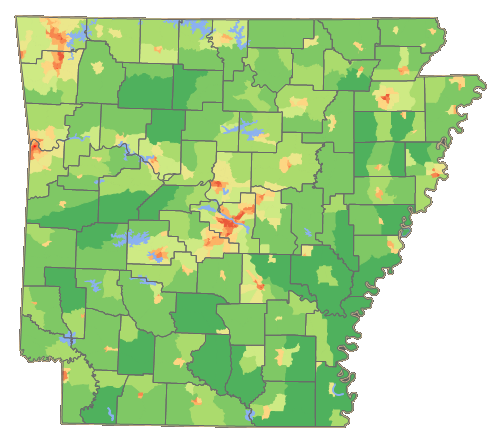
Arkansas népsűrűségi térképe

A 2006. évi becslések szerint Arkansas lakosainak száma 2 810 872, amely az előző évhez viszonyítva 1,1%-os 105 756 fő), a 2000. évi adatokhoz képes pedig 4% (105 756 fő) növekedést mutatott. Ez magában foglalja a természetes növekedést is (52 214 fő), ahol a születések száma 198 800 s a halálozások száma 146 586 volt.
Az emigránsok száma az egész állam területén 57 611 fő volt, ebből 21 947 más országból, 35 664 az ország határain belülről telepedett le.
A teljes lakosság 48,8%-a férfi és 51,2%-a nő.
Arkansas lakossága az északkeleti sarokban Perry és Arkansas megyékben koncentrálódott.
A rassz szerinti megoszlás a következő:
- fehér, európai származású 81,1%
- afroamerikai 15,7%
- kevert 1,3%
- ázsiai származású 1,0%
- őslakosság, indián leszármazott 0,8%
- Csendes-óceáni szigetvilágból származók 0,1%.

Arkansas lakosainak többsége származásukat tekintve német, angol származású.
Az Ozark északnyugati részén és az állam középső részein többnyire európai származásúak élnek, addig keleten és délen afroamerikai közösségek vannak.

### Vallás
- Keresztény: 86%
  - Protestáns: 78%
  - Baptista: 39%
  - Methodista: 9%
  - Pünkösdi: 6%
  - Church of Christ: 6%
  - Assemblies of God: 3%
  - Más protestáns: 15%
  - Római katolikus: 7%
  - Orthodox keresztény: <1%
  - Mormon: <0,5%
  - Más keresztény: <1%
- Más vallás: <1%
- Nem vallásos: 14%[18]

### Legnagyobb városok
- Little Rock, lakosainak száma: 187 452 fő
- Fort Smith, lakosainak száma: 84 375 fő
- Fayetteville, lakosainak száma: 72 208 fő
- Springdale, lakosainak száma: 66 881 fő
- Jonesboro, lakosainak száma: 63 190 fő
- North Little Rock, lakosainak száma: 59 400 fő
- Conway, lakosainak száma: 57 006 fő
- Rogers, lakosainak száma:54 959 fő
- Pine Bluff, lakosainak száma: 50 667 fő
- Hot Springs, lakosainak száma: 39 064 fő

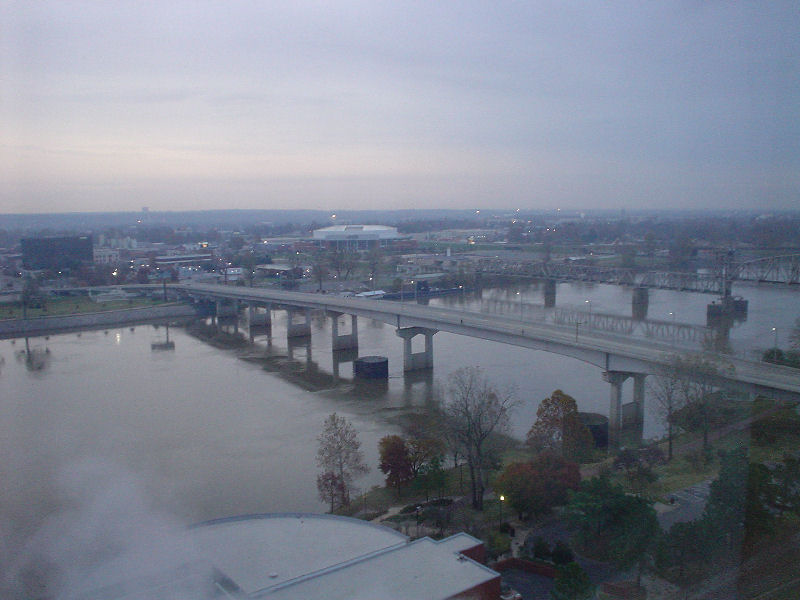
Little Rock
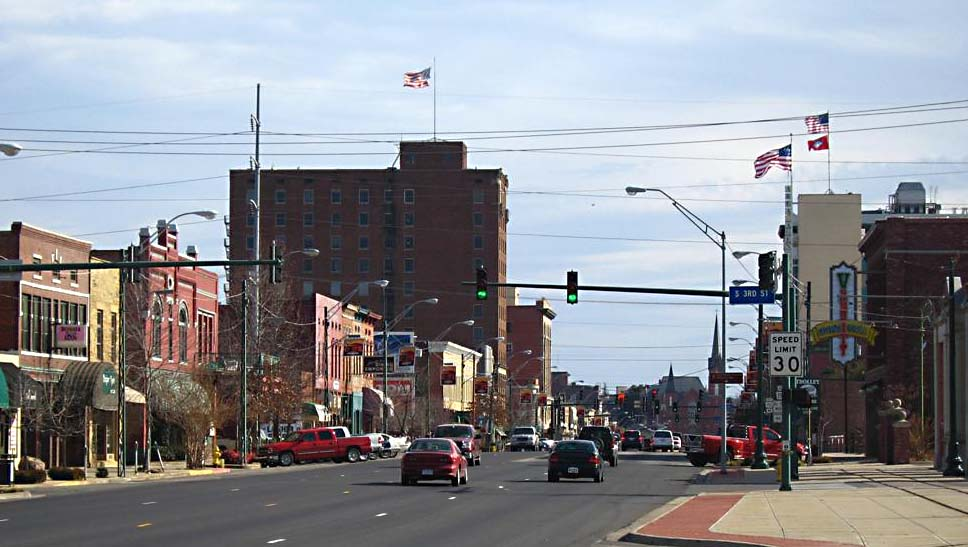
Fort Smith
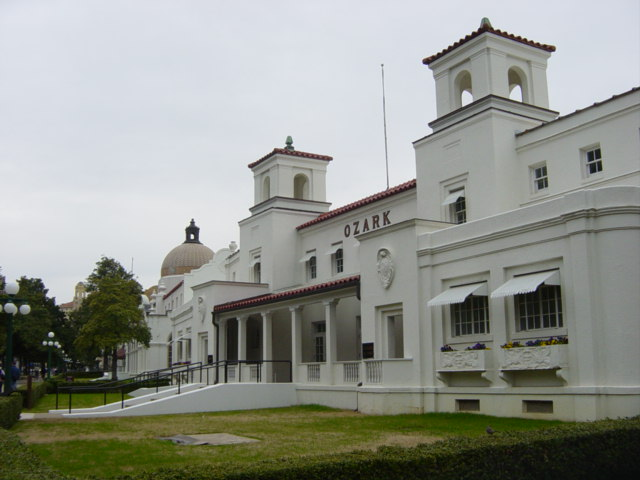
Hot Springs
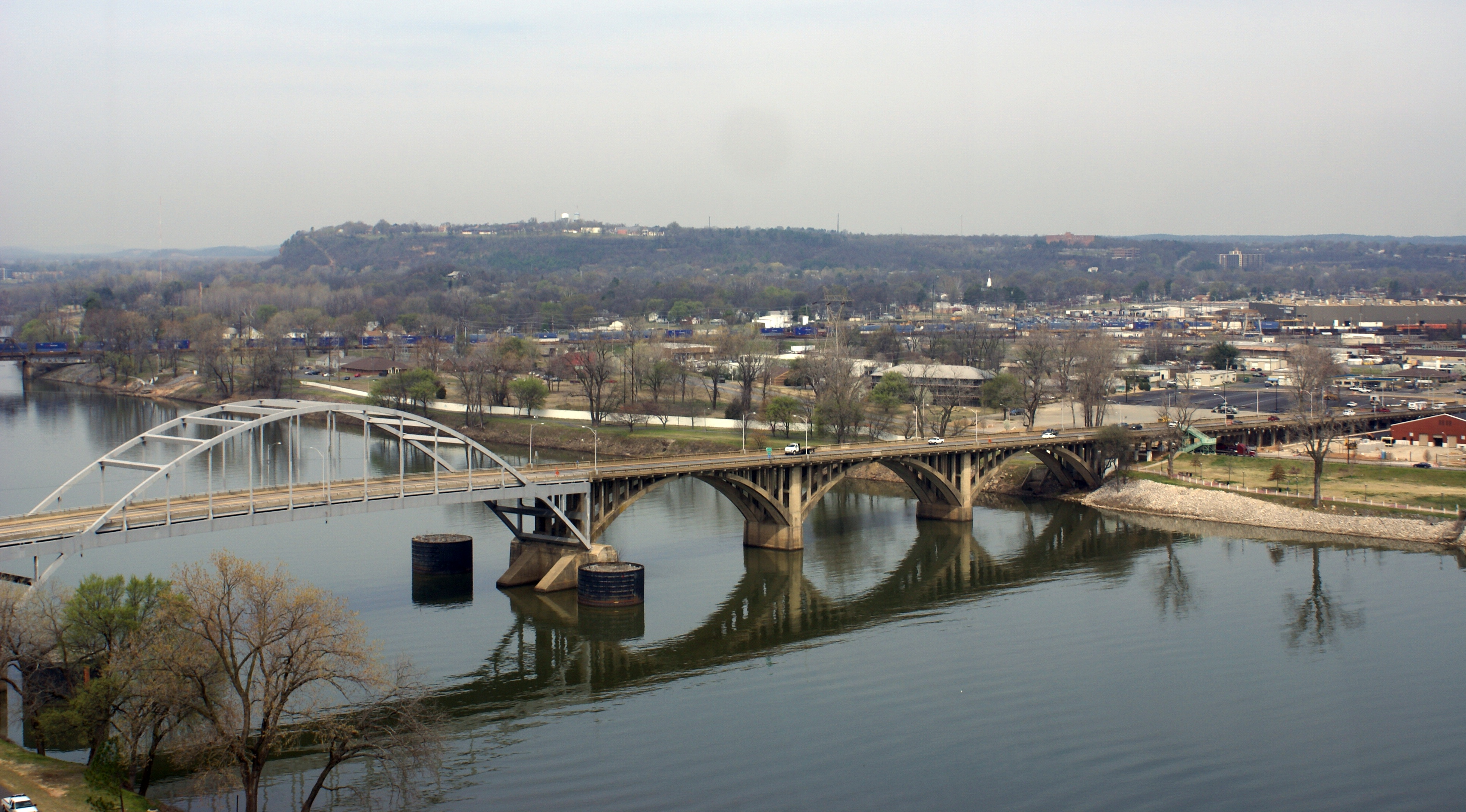
North Little Rock

## Közigazgatás

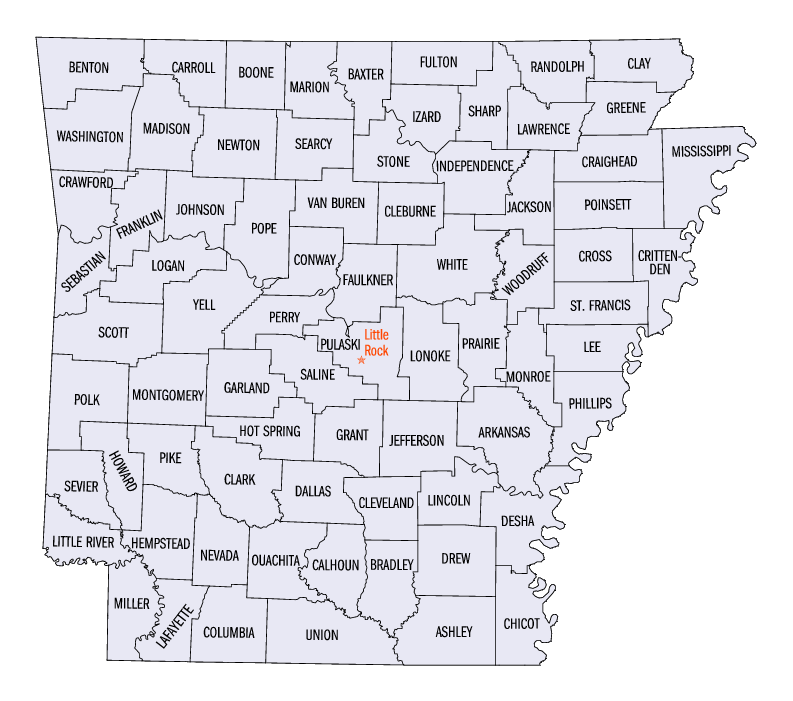
Arkansas megyéi

Az állam 75 megyéből áll.

## Gazdaság
Az állam össz népi termése 2005. évben 87 billió dollár volt. Az egy háztartásra jutó kereset 2004. évben 35 295 dollár volt a U.S. Census Bureau adatai szerint. Az állam agrikulturális termékei a csirke, a tojás, a tej és tejtermékek, a szójabab-, cirokárpa-, gyapot-, rizs-, termesztés, marha és disznó tenyésztés. Ipari termékei az élelmiszer feldolgozás, elektromos berendezések gyártása, különböző fém termékek, gépek előállítása, papír gyártás, papír termékek, bróm és vanádium előállítás.
Arkansas északnyugati sarkában van a Wal-Mart főhadiszállása, amely a világ egyik legnagyobb kiskereskedelmi vállalkozása.),
A legutóbbi években az állam keleti részén autó alkatrészeket előállító cégek létesültek. Conway városában van az iskolabuszok gyára.
A turisztika is nagyon fontos bevételt biztosít. Az állam egyik beceneve a "Természetes állam".